# Mistrzostwa Świata w Półmaratonie 1995
4. Mistrzostwa Świata w Półmaratonie – zawody lekkoatletyczne, które odbyły się we francuskim Montbéliard 1 października 1995 roku.

## Rezultaty

### Mężczyźni
|               | Złoto                                            | Srebro                                                         | Brąz                                                    |
| Indywidualnie | Moses Tanui 1:01:45                              | Paul Yego 1:01:46                                              | Charles Tangus 1:01:50                                  |
| Drużynowo     | Kenia · Moses Tanui · Paul Yego · Charles Tangus | Hiszpania · Antonio Serrano · Bartolomé Serrano · Pablo Sierra | Włochy · Vincenzo Modica · Danilo Goffi · Giacomo Leone |

### Kobiety
|               | Złoto                                                    | Srebro                                                          | Brąz                                                        |
| Indywidualnie | Valentina Yegorova 1:09:58                               | Cristina Pomacu 1:10:22                                         | Anuta Catuna 1:10:28                                        |
| Drużynowo     | Rumunia · Cristina Pomacu · Anuta Catuna · Elena Fidatof | Rosja · Valentina Yegorova · Alla Zhilyayeva · Firiya Sultanova | Hiszpania · Ana Isabel Alonso · Rocío Ríos · Carmen Fuentes |